# 兼古隆雄
兼古 隆雄（かねこ たかお、1944年6月8日 - ）は、日本のクラシックギタリスト。

## 人物・来歴
1944年6月8日、北海道寿都町に生まれる。ギターを河面一良、大塚房喜、小原安正に、また和声学を菅野浩和に師事する。1973年に渡欧しパリでアルベルト・ポンセに、サンチアゴ・デ・コンポステラの講習会でホセ・トマスに師事した。他にもナルシソ・イエペス、レヒーノ・サインス・デ・ラ・マーサ、ホセ・ルイス・ゴンザレスといった演奏家の来日時にレッスンを受け、当時の最先端のギター奏法を学ぶ。1965年、7年間中断していたギターコンクール(日本ギター連盟主催/現東京国際ギターコンクール)が第8回目として再開され、これに一位なしの二位主席となる。翌年1966年の第9回ギターコンクールでは満票での一位となる。1967年3月25日に東京文化会館小ホールにてデビューリサイタル。以降、ルネサンス音楽から現代音楽までをレパートリーとし、数々の曲目の初演や協奏曲、室内楽など多方面で演奏活動。武蔵野音楽学院ギター科で主任講師をつとめたほか、後進の指導にも力を注ぐ。公益社団法人日本ギター連盟で理事と東京国際ギターコンクールの審査員を長年務めた。

## ディスコグラフィ
- 「庭園にて」/野田暉行 作品集II(カメラータ・トーキョウ、1994年、CD)。兼古隆雄は「アドリア狂詩曲~ギターと弦楽オーケストラのための」のギター独奏を担当。1993年11月15日の本邦初演時のライブ録音。
- 「プラテーロと私」(カメラータ・トーキョウ、1999年、CD)。
- 「ギター名曲ヒット20」(FOLSTER 20YS-2016、1969年、カートリッジ型音楽テープ)